# Francesc Carrera Lamich
Francesc Carrera Lamich (Santa Coloma de Queralt, 1849 – Olesa de Montserrat, 1924) va ser un metge olesà que va arribar a la localitat al 1882 en el qual l'any següent va rebre la plaça de metge. A causa de la seva delicada salut, va deixar d'exercir la medicina l'any 1922. Al morir sense descendència, cedí tot el seu patrimoni personal a l'Ajuntament, facilitant, entre d'altres actuacions, la construcció de l'Escola Mare de Déu de Montserrat.
L'any 1883 se li donà la plaça de metge de la vila on va exercir (al carrer de la Senyora) conjuntament amb el doctor Antoni Blanxart. Participà de la política municipal com a regidor de l'Ajuntament del 1906 al 1910 i del 1912 fins al 1916. El 25 de setembre de 1925 es posà el seu nom a un carrer del municipi. El 25 de març de 2011 se li va retre homenatge des de l'escola que va ajudar a fundar, amb una placa commemorativa i l'1 de novembre de 2011 s'inaugurà un monòlit al cementiri de Can singla, on descansen les seves despulles.